# José Domingo Bezanilla
José Domingo Bezanilla Bezanilla (Santiago del Nuevo Extremo, 21 de febrero de 1788 - ibídem, 1872) fue un abogado y político chileno.

## Primeros años de vida
Fue hijo de Francisco de Bezanilla y de la Bárcena, y de Juana de Bezanilla y Abós-Padilla. Estudió en el Convictorio Carolino y en el Instituto Nacional, donde egresó en 1818 como abogado.
Se casó en 1813 con María Rosa Luco Caldera, con quien tuvo cinco hijos: Ignacio, Luis, Manuela, Mariano, Eugenio.

## Vida pública
Miembro del Tribunal del Consulado (1823), junto con Joaquín Gandarillas y Diego Portales.
Juez de Letras de Santiago (1829). Tras la Guerra Civil de 1830, fue perseguido y huyó al norte, donde se resguardó en La Serena, donde ejerció la docencia de Historia en algunas escuelas locales. Allí formó parte de la cúpula clandestina de líderes pipiolos.
Había sido elegido Diputado por Santiago en 1831, pero no alcanzó a asumir para poder resguardar su vida y la de su familia. Su residencia en la capital fue quemada por las tropas conservadoras que asumieron el mando de la Nación.
Allí colaboró en la redacción de diferentes periódicos que intentaban minar la popularidad del régimen defendido por Diego Portales.
Tras la amnistía otorgada por el gobierno de Manuel Bulnes, pudo regresar a Santiago y fue elegido Diputado por La Serena (1855-1858) y por Copiapó (1858-1861), integrando la Comisión permanente de Gobierno y Relaciones Exteriores. Vicepresidente de la Cámara de Diputados en 1859.
Posteriormente, el gobierno de Federico Errázuriz Zañartu le designó enviado especial ante la Santa Sede para la negociación del reconocimiento de la Independencia nacional (1872), falleciendo en diciembre de ese mismo año.